# Farges-Allichamps
Farges-Allichamps é uma comuna francesa na região administrativa do Centro, no departamento Cher. Estende-se por uma área de 8,2 km². Em 2010 a comuna tinha 251 habitantes (densidade: 30,6 hab./km²).